# 박계현
박계현(朴啓鉉, 1992년 3월 8일 ~ )은 전 KBO 리그 SK 와이번스의 내야수이다.

## 아마추어 선수 시절
전북 전주 출신으로, 군산상고의 등번호 #52, 유격수로 활약하였다.
고 3으로서 마지막으로 고교야구 선수로 활약한 2010년에는 제 40회 봉황대기에서 특유의 빠른 발과 강한 어깨로 활약하며 팀의 결승진출을 이끌었으며 준우승하였다.
2011년 신인 드래프트에서 6라운드 42순위로 SK 와이번스의 지명을 받았다.
100m를 10초대에 주파할 주력을 갖고있다.

## SK 와이번스시절
2011년에 입단하였다.

## 출신 학교
- 광주대성초등학교
- 전라중학교
- 군산상업고등학교

## 통산 기록
| 연도 | 팀명  | 타율  | 경기 | 타수 | 득점 | 안타 | 2루타 | 3루타 | 홈런 | 루타 | 타점 | 도루 | 도실 | 볼넷 | 사구 | 삼진 | 병살 | 실책 |
| ---- | ----- | ----- | ---- | ---- | ---- | ---- | ----- | ----- | ---- | ---- | ---- | ---- | ---- | ---- | ---- | ---- | ---- | ---- |
| 2014 | SK    | 0.341 | 62   | 129  | 23   | 44   | 9     | 0     | 0    | 53   | 13   | 7    | 3    | 8    | 0    | 24   | 2    | 6    |
| 2015 | SK    | 0.231 | 97   | 264  | 27   | 61   | 2     | 0     | 0    | 63   | 21   | 10   | 8    | 20   | 4    | 45   | 1    | 10   |
| 통산 | 2시즌 | 0.267 | 159  | 393  | 50   | 105  | 11    | 0     | 0    | 116  | 34   | 17   | 11   | 28   | 4    | 69   | 3    | 16   |